# 芝加哥商品交易所

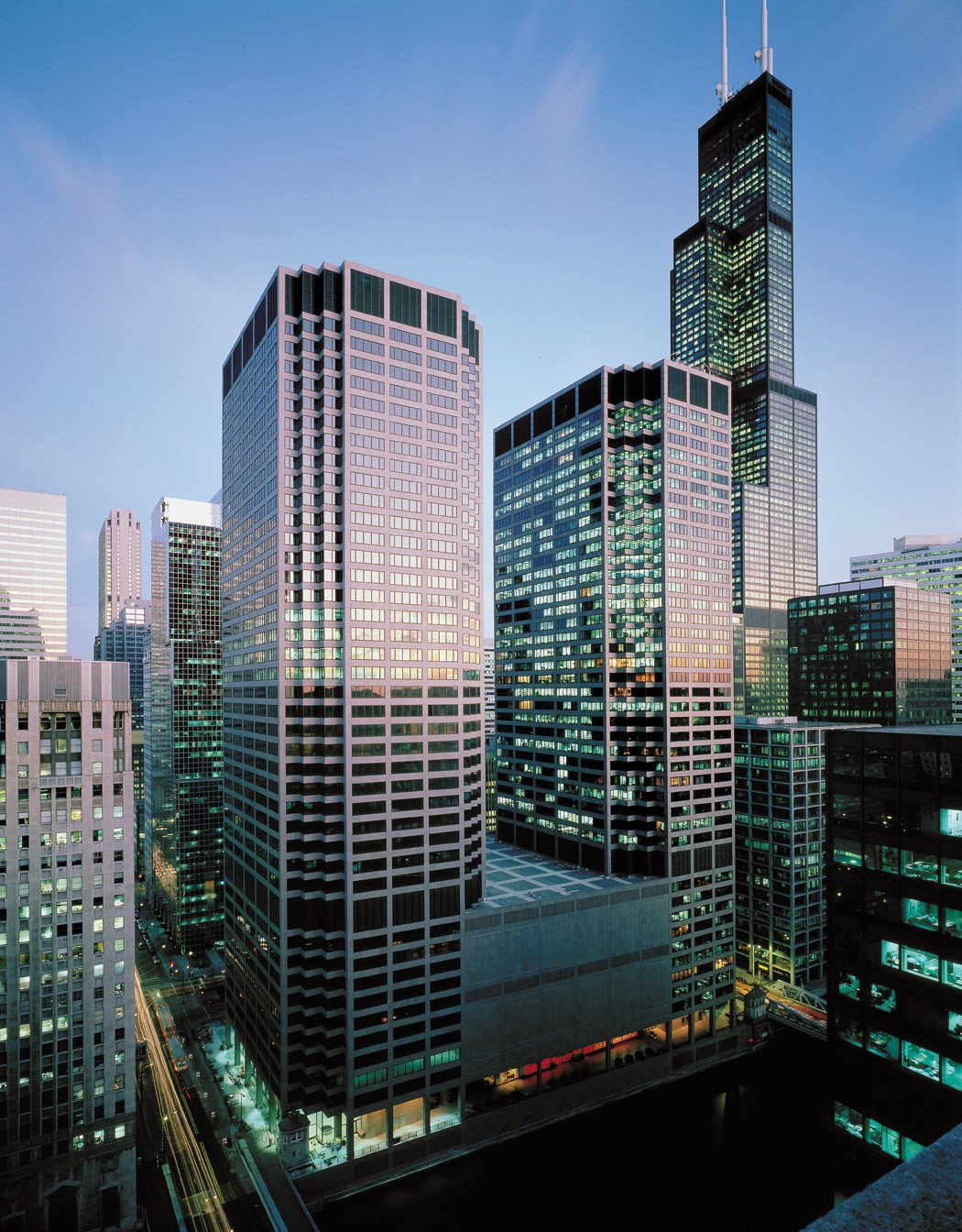
芝加哥商品交易所大樓 20 S. Wacker Dr

芝加哥商品交易所（英語：Chicago Mercantile Exchange，簡稱：CME、芝商所）是一家位于美国芝加哥的全球金融衍生品市场，建立于1898年，当时称为芝加哥奶油與雞蛋交易所，最初为非盈利组织。2000年11月股份化并于2002年12月首次公开募股，2007年7月与芝加哥期货交易所合并，成为芝加哥商品交易所集团的指定合约市场。2008年与纽约商品期货交易所合并。当今，芝加哥商品交易所是世界上最大的期权期货交易所。
1972年5月， 芝加哥商业交易所（CME）设立了国际货币市场分部（IMM），首次推出外汇期货合约。

## 外部連結
- 芝加哥商品交易所：CME Group Inc. website （页面存档备份，存于）（英文）
- 芝加哥商品交易所：CME Group Inc. website （页面存档备份，存于）（中文）

1. ↑  .   [2023-03-03]. （原始内容存档于2023-07-02）.